# Talthybia
Talthybia depressa es una especie de araña araneomorfa de la familia Araneidae. Es el único miembro del género monotípico Talthybia. Es originaria de Birmania y China.